# Kalanchoe pumila
Kalanchoe pumila är en fetbladsväxtart som beskrevs av John Gilbert Baker. Kalanchoe pumila ingår i släktet Kalanchoe och familjen fetbladsväxter. Inga underarter finns listade i Catalogue of Life.

## Bildgalleri

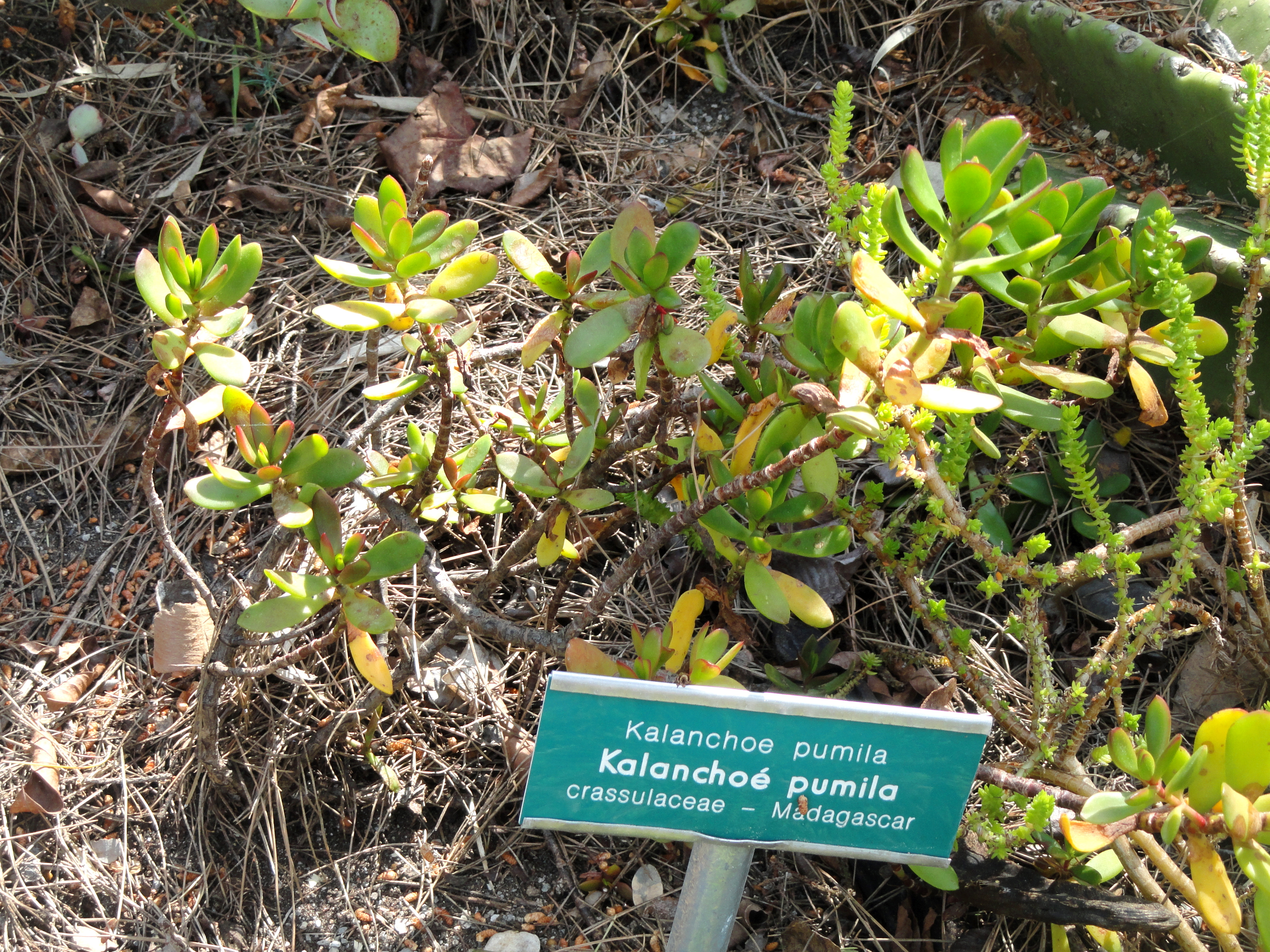
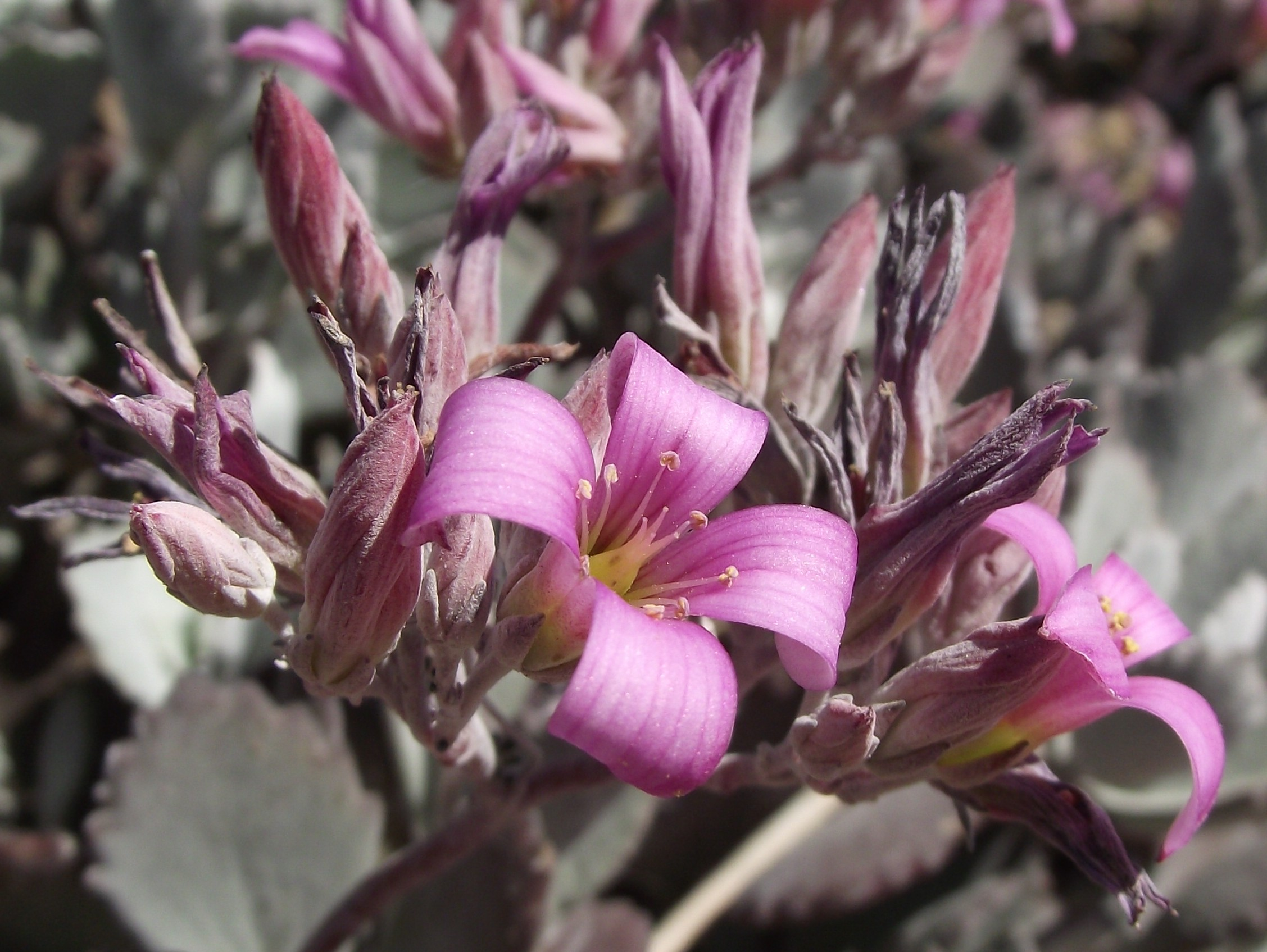
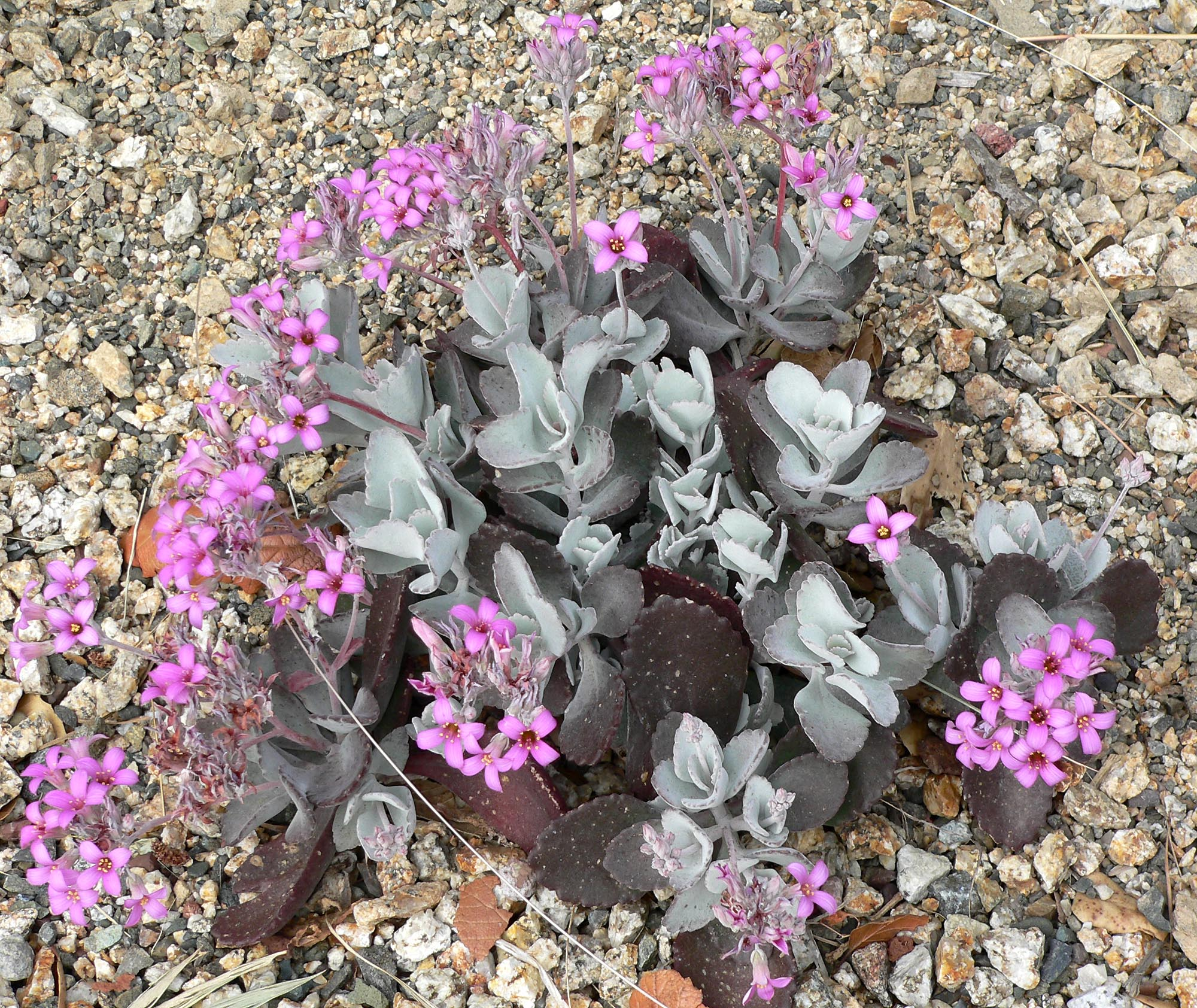
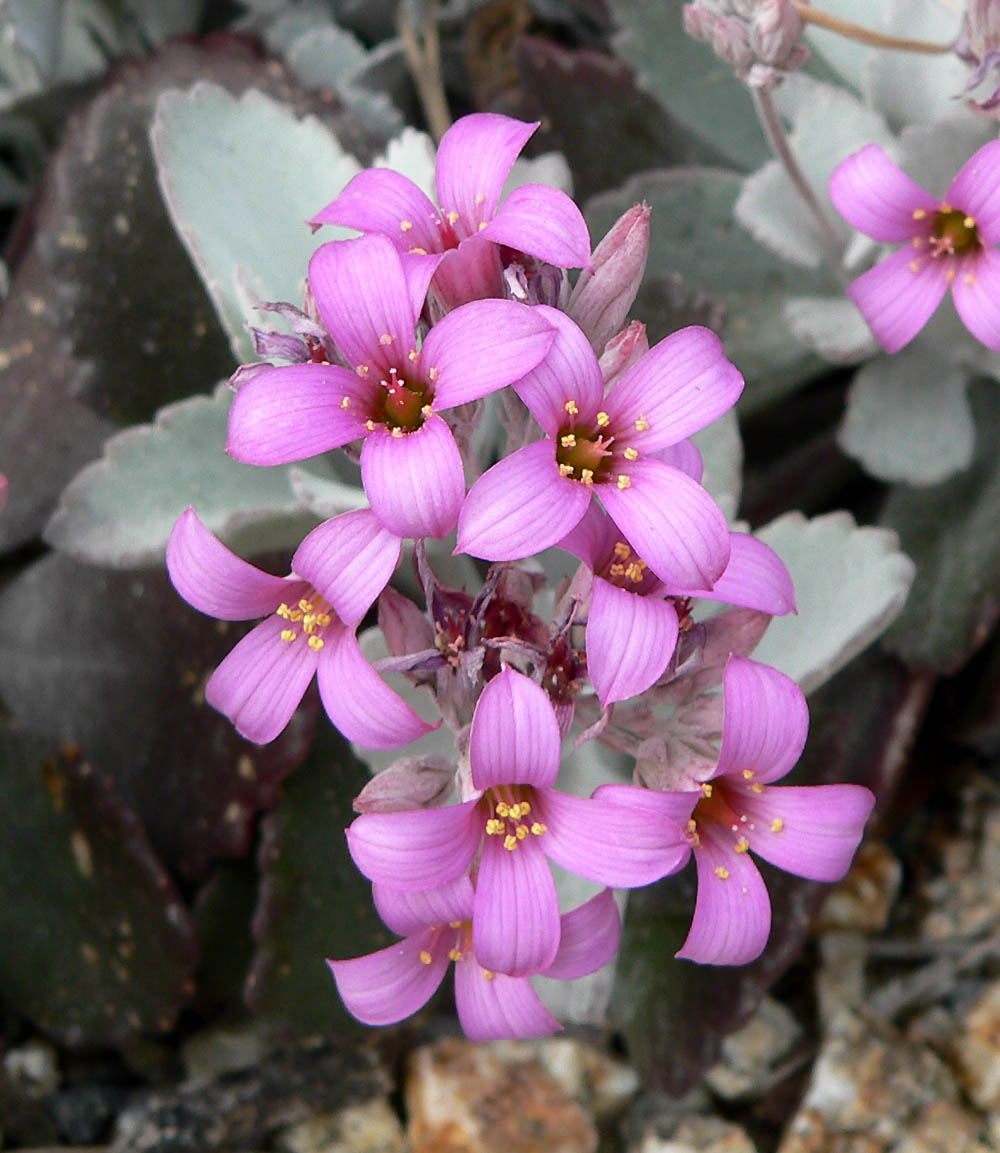
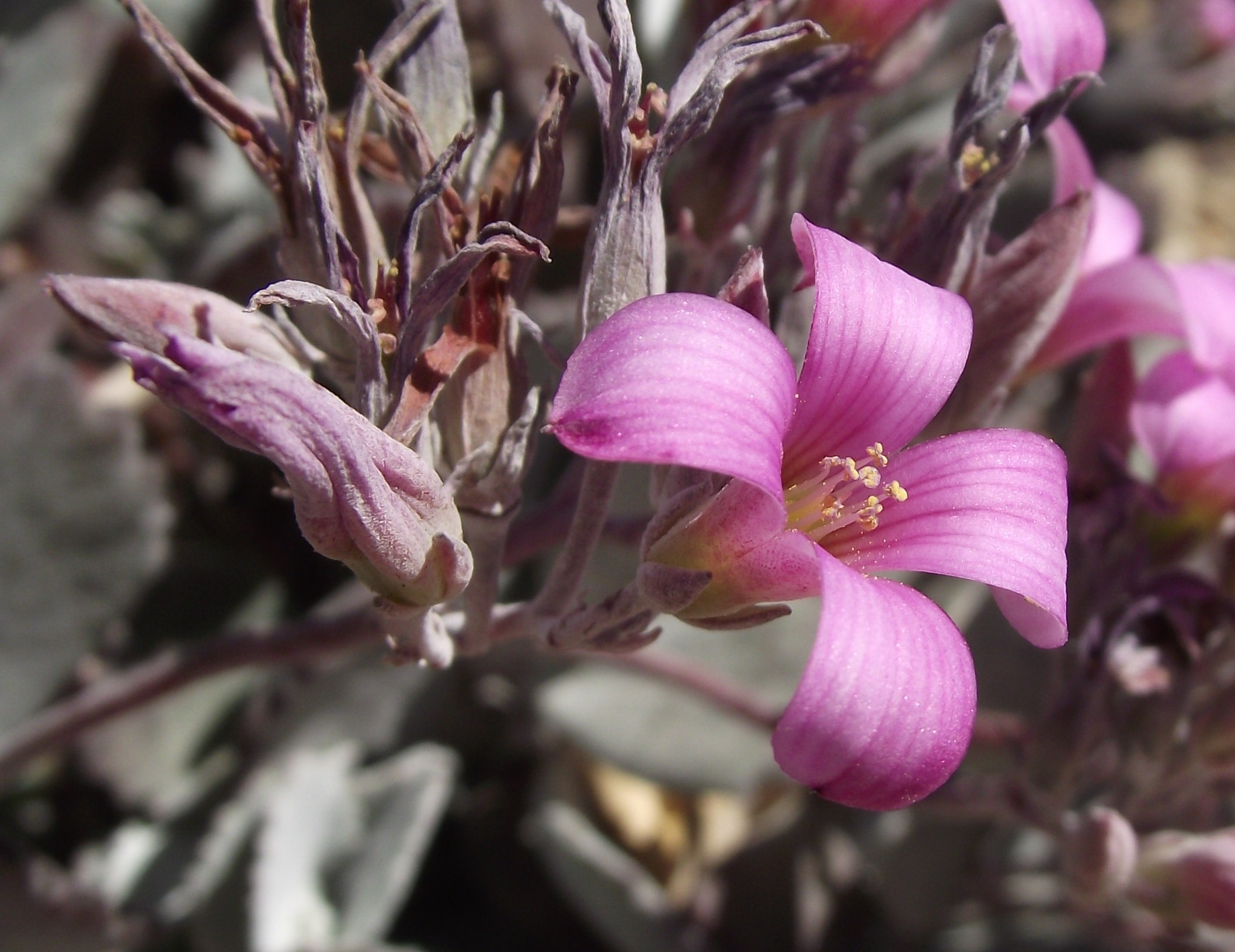
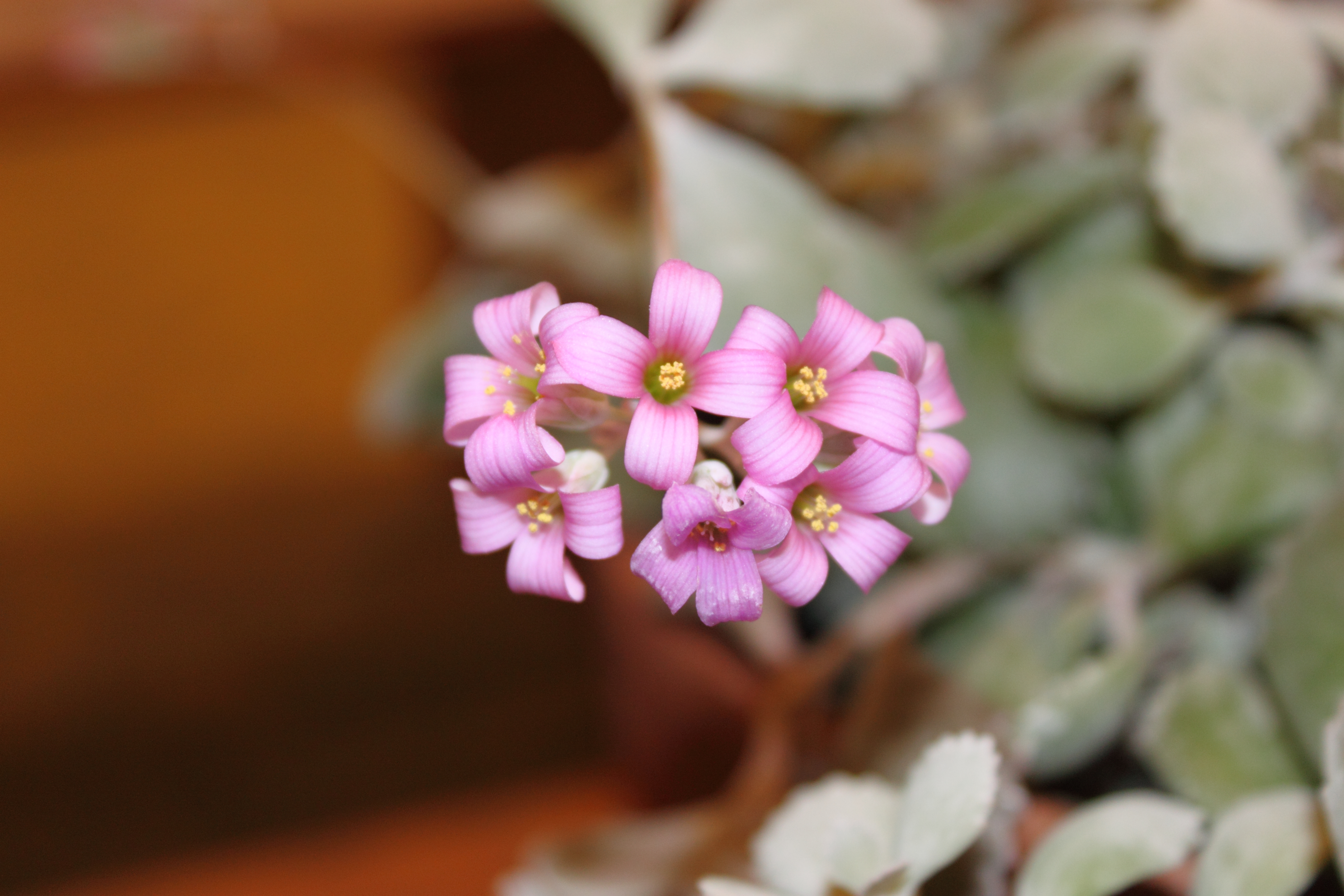